# فرودگاه منطقه‌ای اندرسن
فرودگاه منطقه‌ای اندرسن (به انگلیسی: Anderson Regional Airport) یک فرودگاه همگانی با کد یاتا AND است که یک باند فرود آسفالت دارد و طول باند آن ۱۵۲۴ متر است. این فرودگاه در کشور ایالات متحده آمریکا قرار دارد و در ارتفاع ۲۳۸٫۴ متری از سطح دریا واقع شده است.